# 11944 Шефтсбері
11944 Шефтсбері (11944 Shaftesbury) — астероїд головного поясу, відкритий 20 липня 1993 року.
Тіссеранів параметр щодо Юпітера — 3,290.
Названо на честь Ентоні Ешлі Купера Шефтсбері (англ. Anthony Ashley Cooper, 3rd Earl of Shaftesbury) (1671-1713) — англійського філософа, письменника та політика, діяча просвітництва. Третій граф Шефтсбері.